# Damaratok
De damaratok (Tockus damarensis) is een neushoornvogel die voorkomt in het Afrotropisch gebied. De soort wordt soms nog beschouwd als een ondersoort van de roodsnaveltok (T. erythrorhynchus damarensis).

## Herkenning
De damaratok lijkt sterk op de roodsnaveltok. Deze soort is iets groter met langere vleugels en snavel, hij is egaler wit op de kop en de naakte huid rond het oog en op de keel is donker, vleeskleurig. Verder verschilt het geluid en het baltsgedrag van dat van de roodsnaveltok. In een smalle zone treedt hybridisering op.

## Verspreiding
Het verspreidingsgebied van de damaratok ligt in Zuidwest-Angola, Noord-Namibië en West-Botswana.

## Status
De grootte van de wereldpopulatie is niet gekwantificeerd. De soort is wijd verspreid en vrij algemeen en men veronderstelt dat de soort in aantal stabiel is. Om deze redenen staat de damaratok als niet bedreigd op de Rode Lijst van de IUCN.